# Castillo Nagahama

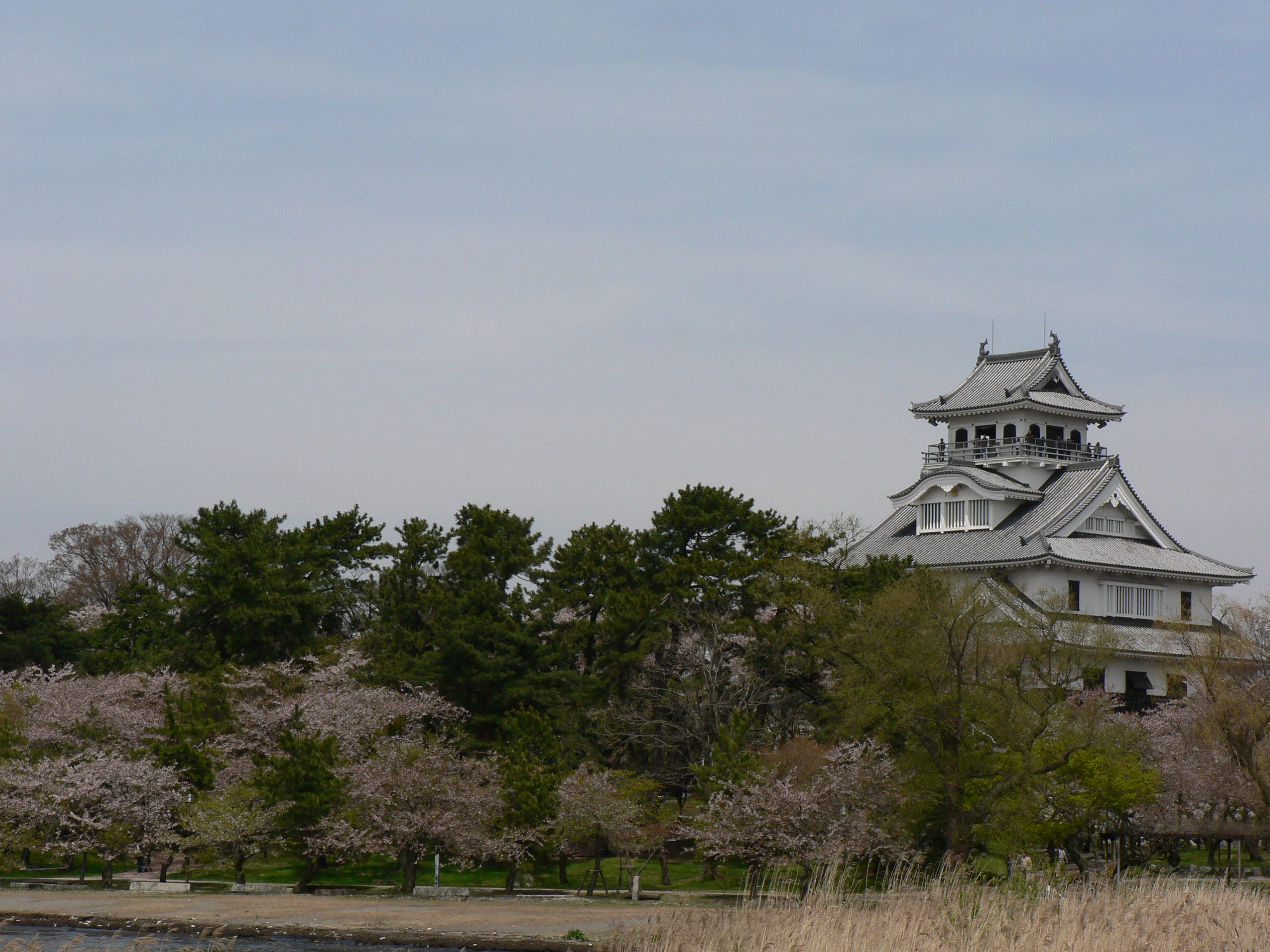
Castillo Nagahama.

El Castillo Nagahama (長浜城 Nagahama-jō?) es un castillo japonés del tipo hirashiro localizado junto al lago Biwa en Nagahama, en la prefectura de Shiga, Japón.

## Historia
El castillo Nagahama fue construido entre 1575 y 1576 por Toyotomi Hideyoshi en un poblado llamado Kunitomo, renombrando el área como Nagahama. Después de la Batalla de Shizugatake de 1583, Yamanouchi Kazutoyo tomó el control del castillo y fue reemplazado por Naito Nobunari después de la Batalla de Sekigahara del año 1600. En 1615, el castillo fue demolido y muchas de sus construcciones se utilizaron en la edificación del castillo Hikone.
Al día de hoy todo lo que queda del castillo original son sus ruinas, aunque el tenshu del castillo fue reconstruido principalmente de concreto en 1983, el cual aloja un museo con la historia de la ciudad.